# Gyalpo Pehar
(Gyalpo) Pehar, ook gespeld als Pekar, is een van de belangrijkste beschermgodheden in het Tibetaans boeddhisme; een andere belangrijke beschermgodin is Pälden Lhamo. Pehar behoort tot de zogenoemde Gyalpo-geesten, een van de acht klassen van hoogmoedige geesten.
Toen Padmasambhava (Goeroe Rinpoche) in de 8e eeuw in Tibet aankwam, onderwierp hij alle Gyalpo-geesten en zette ze onder toezicht van Gyalpo Pehar die beloofde geen kwaad te doen aan voelende wezens. Pehar werd hoofdbeschermheilige van het klooster Samye dat in die tijd werd gebouwd.
Tibetanen geloven dat Pehar het lichaam van een medium binnengaat en optreedt als orakel. Dit is traditioneel het geval bij het Orakel van Nechung.